# Rekto:verso
Rekto:verso is een tijdschrift en website voor cultuur en kritiek. Het blad verschijnt vier keer per jaar en wordt gratis verspreid in cultuurhuizen in Vlaanderen, Brussel en Nederland. Op papier, online en tijdens live-evenementen biedt rekto:verso cultuurliefhebbers een verdiepende kijk op diverse kunstdisciplines, maatschappelijke debatten en het cultuurbeleid.
Rekto:verso is lid van de tijdschriftenkoepels Folio, Eurozine, WeMedia en Media.21.

## Geschiedenis
In september 2003 kwam het eerste nummer tot stand onder impuls van Tom Rummens en Karel Vanhaesebrouck, samen met enkele vrijwillige redactieleden en theatergroep Victoria. Het blad verscheen tweemaandelijks en werd verspreid in Vlaamse cultuurhuizen. Na een gratis werkjaar werd het betalend, maar dankzij een structurele subsidie vanaf januari 2006 terug gratis in een oplage van 5000 exemplaren.
Sinds 2010 krijgt elk nummer een vast themadossier. In 2011 werd het losse krantformaat geruild voor een vaster magazineboekje. In 2013 bedroeg de oplage 15.000 exemplaren die gratis worden verdeeld op 300 plekken in België en Nederland. Daarnaast organiseerde het tijdschrift ook participatie zoals een open redactieraad in de aanloop naar elk printnummer en het Cultuurparlement van de Lage Landen in 2015.
In 2016 werd de subsidie verhoogd en sinds 2017 bestaat de redactie uit een professionele roterende kern met een groep geëngageerde vrijwilligers. Ter ondersteuning van jonge auteurs organiseert rekto:verso sinds 2016 jaarlijks de workshop Leuven Kritiek in samenwerking met het cultuurcentrum 30CC, het kunstencentrum STUK en de universiteit en sinds 2022 de Week van de Kunstkritiek.
In 2022 werd de subsidie opnieuw verhoogd en vanaf 2023 bestaat de kernredactie uit Hannelore Roth, Arnout De Cleene en Gilles Michiels.

## Erkenning
- 2013: Vlaamse Cultuurprijs voor Podiumkunsten voor de "belangrijke en waardevolle bijdragen over cultuurbeleid en cultuurpolitiek".[10]